# Paycor Stadium
Das Paycor Stadium ist ein American-Football-Stadion in der US-amerikanischen Stadt Cincinnati im Bundesstaat Ohio. Es ist die Heimspielstätte der Cincinnati Bengals aus der National Football League (NFL). Es ersetzte das Riverfront Stadium, in dem das Team von 1970 bis 1999 spielte.

## Geschichte
Das Sportstätte wurde von 1998 bis 2000 für 455 Mio. US-Dollar am Ufer des Ohio River errichtet. Wenige hundert Meter östlich steht der Great American Ball Park der Cincinnati Reds aus der Major League Baseball (MLB). Das Stadiongelände umfasst ca. 22 Acre (etwa 8,9 ha) und das Stadion ist 157 Fuß (rund 47,85 m) hoch. Eröffnet wurde die Anlage am 19. August 2000. Sie bietet 65.515 Sitzplätze auf drei Tribünenebenen, davon sind 7.600 Clubsitze. Hinzu kommen 114 private Logen.
Die Stadt Cincinnati mit dem Paycor Stadium ist als ein Spielort der Fußball-Weltmeisterschaft 2026 vorgesehen.

### Name
Zunächst war das Stadion nach Paul Brown (* 1908; † 1991), dem langjährigen Head Coach und General Manager der Bengals, benannt. Es trägt den Spitznamen The Jungle, nach dem Lied Welcome to the Jungle von Guns n’ Roses. Am 9. August 2022 wurde bekannt, dass aus dem Paul Brown Stadium das Paycor Stadium wird. Die Bengals haben mit dem Unternehmen Paycor einen Sponsoringvertrag über 16 Jahre abgeschlossen.